# نرگس تپه غربی
نرگس تپه غربی مربوط به دوران پیش از تاریخ ایران باستان است و در شهرستان کردکوی، بخش مرکزی، جنوب غربی بدیل آباد واقع شده و این اثر در تاریخ ۱۰ بهمن ۱۳۸۳ با شمارهٔ ثبت ۱۱۳۲۶ به‌عنوان یکی از آثار ملی ایران به ثبت رسیده است.